# Maestro dell'Altare di san Giorgio
Il Maestro dell'Altare di san Giorgio (fl. XV secolo) è stato un pittore anonimo ceco attivo a Praga nella seconda metà del XV secolo.
L'anonimo artista boemo, formatosi sotto l'influenza del Maestro dell'Altare Tucher e del Maestro dell'Altare di Löffelholz, deve il suo nome all'altare della chiesa di San Giorgio a Praga, databile al 1470 circa, ora conservato nella stessa città ma alla Národní Galerie. 
Tra il 1470 ed il 1475 eseguì un altare per i francescani di Kadaň, solo in parte conservato alla Národní Galerie. 
Del 1480 è l'Altare con la Vergine tra santi per la Cattedrale di Santa Barbara di Kutná Hora, probabilmente realizzato insieme ad un collaboratore influenzato dalla pittura renana. 
Alla sua bottega, che diresse a partire dal 1470, è da riferire un trittico con la Vergine fra santi, sempre alla Národní Galerie.